# Kulkujärvi
Kulkujärvi är en sjö i Finland. Den ligger i kommunen Kittilä i landskapet Lappland, i den norra delen av landet, 900 km norr om huvudstaden Helsingfors. Kulkujärvi ligger 288,7 meter över havet. Arean är 1,14 kvadratkilometer och strandlinjen är 7,18 kilometer lång. Sjön  ingår i Kemi älvs huvudavrinningsområde. 